# 無余之
無余之（むよし）は、之侯ともいい、中国の戦国時代の越の君主。

## 略歴
錯枝元年（紀元前374年）、大夫の寺区が越の乱を平定して、無余之は越王として擁立された。無余之12年（紀元前362年）、寺区の弟の忠に殺害された。